# Конрад и Кирован
Ко́нрад и Ки́рован (англ. Conrad and Kirowan) — литературный сериал (условный цикл) мистических рассказов Роберта Говарда, объединенных главными действующими персонажами — Джоном Кированом, Джоном Конрадом и Джоном О’Доннелом, ирландскими оккультными исследователями, сталкивающимися со сверхъестественными проявлениями.
Сериал тесно связан с межавторским литературным циклом «Мифы Ктулху». Вместе с несколькими другими похожими сериалами Говарда, включая истории из цикла Дикий юго-запад и рассказы о Стиве Харрисоне, составляет крупную авторскую антологию и развивающийся субжанр «Истории неведомой угрозы» (англ. Tales of Weird Menace), объединяющий произведения Роберта Говарда, написанные в жанре ужасов и мистического детектива, относящиеся ко времени 1930-х годов, а также произведения его последователей.

## Джон Кирован
Профессор Джон Кирован (англ. John Kirowan) — номинально главный персонаж сериала «Конрад и Кирован». Ирландско-американский профессор, историк, антрополог, этнограф. Упоминается в рассказах: «Дети ночи» (1930), «Не рой мне могилу» (1930), «Живущие под усыпальницами» (1932), «Повелитель кольца» (1932), «Дом, окруженный дубами» (1971), «Поместье „Дагон“» (1986). Согласно литературной легенде Говарда, Кирован светило научного мира, известный путешественник. Потомок средневекового англо-ирландского рыцаря сэра Майкла Кирована, охотника за головами. Участник тайного оккультного общества «Wanderer».

## Джон Конрад
Джон Конрад (англ. John Conrad) — ирландец, журналист. Постоянный спутник Кирована в его приключениях. Упоминается в рассказах: «Дети ночи» (1930), «Не рой мне могилу» (1930), «Живущие под усыпальницами» (1932), «Повелитель кольца» (1932), «Дом, окруженный дубами» (1971), «Поместье „Дагон“» (1986).

## Джон О’Доннел
Джон О’Доннел (англ. John O'Donnel) — американец ирландского происхождения, персонаж нескольких рассказов из цикла «Конрад и Кирован», третий компаньон Конрада и Кирована, участвующий в их мистических приключениях. Встречается в рассказах «Дети ночи» (1930, главное действующее лицо), «Повелитель кольца» (1932), «Обитающие под гробницами» (1932).

## Рассказы из цикла «Конрад и Кирован»
- Дети ночи (англ. The Children of the Night, 1930) — рассказ
- Не рой мне могилу (англ. Dig Me No Grave, 1930) — рассказ
- Повелитель кольца (англ. The Haunter of the Ring, 1932) — рассказ
- Живущие под усыпальницами (англ. The Dwellers Under the Tombs, 1932) — рассказ
- Дом, окруженный дубами (англ. The House in the Oaks, 1971) — рассказ (не окончен, дописан Августом Дерлетом)
- Поместье «Дагон» (англ. Dagon Manor, 1986) — рассказ (не окончен, дописан К. Дж. Хендерсоном)
- Нефритовый идол (англ. The Jade God, опубликован 1992) — рассказ (не окончен).